# Джодхпур
Джодхпу́р (хинди जोधपुर, англ. Jodhpur) — второй по величине город штата Раджастхан, Индия. До середины XX века служил столицей раджей Марвара.
Город популярен среди туристов своими дворцовыми комплексами, крепостями и храмами, расположившимися посреди пустыни Тар. Джодхпур часто называют «Городом Солнца» за ясную погоду на протяжении всего года, а также «Голубым городом» за соответствующую окраску домов брахманов. Старая часть города окружена толстой каменной стеной.

## Физико-географическая характеристика
Джодхпур расположен в центральной части Раджастхана, на окраине пустыни Тар. Средняя высота над уровнем моря 231 м. С юго-востока город ограничен руслом пересыхающей реки Джоджари.
Климат
Климат Джодхпура засушливый, полупустынный (согласно классификации климатов Кёппена BShw, граничит с BWhw). Годовая норма осадков 450 мм, однако фактическое количество выпавших осадков может значительно отличаться от нормы. Так, в 1899 году в Джодхпуре выпало только 24 мм осадков, а в 1917 — 1178 мм. Сезон муссонов длится с июня по сентябрь.
С период апреля по май температура воздуха часто превышает 400С. Во время сезона муссонов средние температуры немного снижаются. Однако в этот период возрастает влажность, что только усиливает негативное влияние высоких температур. 
| Показатель                    | Янв. | Фев. | Март | Апр. | Май  | Июнь | Июль  | Авг.  | Сен. | Окт. | Нояб. | Дек. | Год   |
| ----------------------------- | ---- | ---- | ---- | ---- | ---- | ---- | ----- | ----- | ---- | ---- | ----- | ---- | ----- |
| Абсолютный максимум, °C       | 31,0 | 35,5 | 41,6 | 45,0 | 46,3 | 46,1 | 42,6  | 40,3  | 42,5 | 40,6 | 37,5  | 31,9 | 46,3  |
| Средний суточный максимум, °C | 24,7 | 27,5 | 33,0 | 37,9 | 41,0 | 40,0 | 35,9  | 34,0  | 35,2 | 35,9 | 30,9  | 26,1 | 33,5  |
| Средняя температура, °C       | 16,1 | 19,0 | 24,4 | 29,7 | 33,3 | 33,6 | 31,1  | 29,5  | 29,4 | 27,5 | 22,0  | 17,4 | 26,1  |
| Средний суточный минимум, °C  | 7,6  | 10,5 | 15,8 | 21,4 | 25,4 | 27,4 | 26,3  | 25,1  | 23,6 | 19,2 | 13,2  | 8,6  | 18,7  |
| Абсолютный минимум, °C        | 1,8  | 0,7  | 4,4  | 16,2 | 15,4 | 20,0 | 21,0  | 21,2  | 18,4 | 12,5 | 7,0   | 1,7  | 0,7   |
| Норма осадков, мм             | 10,2 | 4,8  | 3,9  | 5,1  | 66,1 | 35,1 | 120,8 | 128,9 | 57,6 | 8,1  | 2,6   | 1,6  | 444,8 |
| Источник:                     |      |      |      |      |      |      |       |       |      |      |       |      |       |

## История
Джодхпур основан в 1459 году раджпутским правителем Рао Джодха. Он покорил соседние территории и создал государство, известное под именем Марвар. Расположение Джодхпура вдоль дороги из Дели в Гуджарат позволило ему получать прибыль с потоков опиума, меди, шёлка, сандалового дерева, фиников и кофе. Уже при жизни Джодха основанный им город становится столицей Марвара.
Во время правления Великих Моголов Марвар становится феодальной территорией с определённой долей автономии. С ослаблением могольского правления в княжестве усиливается межэтническое противостояние. После десятилетий войн княжество в 1818 году присоединяется к британскому альянсу. В 1947 году Джодхпур и прилегающие территории вошли в состав независимой Индии, несмотря на первоначальное несогласие местных властей.

## Население
Согласно данным переписи населения Индии 2011 года население Джодхпура составило 1 033 918 человек; мужчины составляют 52,62 % населения, женщины — 47,38 %. Уровень грамотности 81,56 %. Дети в возрасте до 6 лет составляют 12,24 % населения. Население городской агломерации  1 137 815 человек.
| Религии в Джодхпуре                    | Религии в Джодхпуре | Религии в Джодхпуре | Религии в Джодхпуре | Религии в Джодхпуре |
| -------------------------------------- | ------------------- | ------------------- | ------------------- | ------------------- |
| индуизм                                |                     |                     | 82 %                |                     |
| ислам                                  |                     |                     | 13 %                |                     |
| джайнизм                               |                     |                     | 3.7 %               |                     |
| другие♦                                |                     |                     | 1.3 %               |                     |
| ♦Включая христиан - 0.4% и сикхов 0.2% |                     |                     |                     |                     |

## Экономика
В Джодхпуре, главным образом, развита ремесленная индустрия. Например, только в производстве мебели напрямую или косвенно занято до 200 000 человек; доходы отрасли составляют около 200 млн. долл. Много рабочих занято также в изготовлении тканей, чернил, посуды, велосипедов, спортивных материалов.
Существенную роль в экономике города играет и туризм. В окрестностях города выращивают пшеницу и знаменитый красный перец Mathania. Есть залежи гипса и соли. Город является крупным рынком для шерсти и сельскохозяйственной продукции.
Благодаря стратегическому расположению Джодхпура здесь находятся тренировочные базы ВВС, Армии и Сил пограничной безопасности.

## Достопримечательности

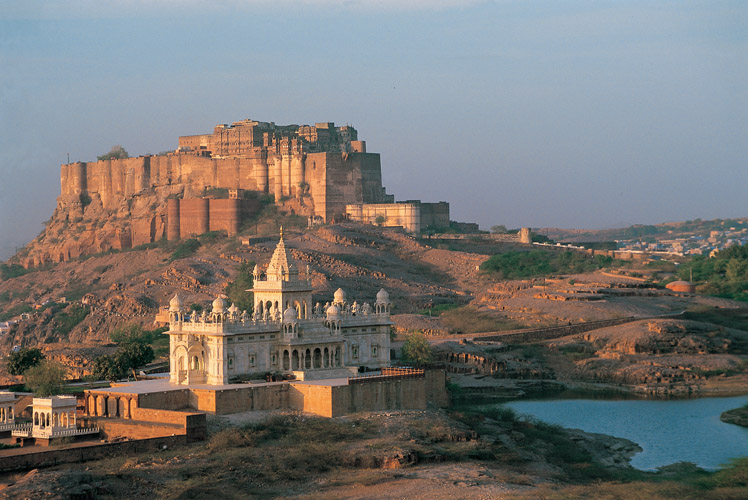
Мехрангарх

- Мехрангарх — крепость, расположенная на вершине 125-метрового холма. Её возведение начал основатель города Рао Джодха в 1459 году. Высота стен составляет 36 м, ширина сооружения — 21 м.
- Умайд-Бхаван — один из красивейших дворцов в Индии. Построен в период с 1929 по 1943 год и назван в честь его создателя махараджи Умаид Сингха. На строительство дворца ушло 90 000 м2 мрамора. Состоит из 347 комнат и является самой крупной частной резиденцией в мире.
- Джасван Тхада — место расположения гробниц бывших князей города. Мемориал построен из белого мрамора с нанесением тонкой резьбы[5].